# Marion Exelby
Pour les articles homonymes, voir Exelby.
Marion Exelby (née le 6 novembre 1951), est une escrimeuse australienne. Elle participe à l'épreuve de fleuret individuel lors des Jeux olympiques d'été de 1972 de Munich,.
Elle remporte la médaille d'argent lors des Jeux du Commonwealth britannique de 1970 d'Édimbourg.